# Мізора
«Мізора: Пророцтво: Одна міс знайшла серед приватних книжок принцеси Вери Заревич: Бути справжнім та вірним в її подорожі до середини Землі з детальним описом країни та її мешканців, їх одягу, звичаїв та політики» (англ. Mizora: A Prophecy: A Mss. Found Among the Private Papers of Princess Vera Zarovitch: Being a True and Faithful Account of her Journey to the Interior of the Earth, with a Careful Description of the Country and its Inhabitants, their Customs, Manners, and Government.) — феміністичний науково-фантастичний роман Мері Е. Бредлі Лейн, вперше опублікований по частинах у 1880-1881 роках на сторінках газети «Cincinnati Commercial». Вперше виданий окремою книгою в 1890 році. 

## Загальна характеристика
Мізора — «перший портрет суто жіночого, самодостатнього суспільства» та «перша феміністична технологічна утопія». 
«Мізора» — один з елементів у хвилі утопічної та дистопічної фантастики, яка з'явилася в останньому десятиріччі XIX століття.
Роман «другий відомий феміністичний утопічний роман, написаний жінкою», після «Прав людини» (1870), написаної Енні Дентон Кридж. Поняття жіночого суспільства сягає, принаймні, до амазонок давньогрецької міфології — хоча амазонки ще потребував чоловіків для продовження роду. У «Мізорі» Лейн розмноження відбувається шляхом партеногенезу.

## Сюжет
Книга описує суто жіночу «утопію», яка охопила всю Землю. Мізоріанці сповідують євгеніку; осі вони блондинки—«арійки», які зневажають людей темного кольору шкіри (Сучасною термінологією їх суспільство можна назвати расистським. Цей же термін, вочевидь, можна застосувати й власне до книги.). У стародавній історії тієї землі нею керував військовий генерал, обраний президентом (у цій версії — Улісс Грант). Коли генерал був обраний на третій термін (це Гранту було запропоновано зробити в 1880 році), суспільство Мізори поринуло в хаос. Врешті-решт у Мізорі встановився суто жіночий соціальний лад. Чоловіки, які вижили, були «ліквідовані» (проте незрозуміло чи вони були фізично знищені, або залишені помирати). Стверджується, що чоловіки більшою мірою були забуті, ніж їх ненавиділи.
У романі є також посилання на політичні репресії в тогочасній Росії та придушення Польської революції 1863 року. Оповідь в романі ведеться від першої особи, Віри Заревич, молодої дружини та мати, проте вона загрожувала поваленням царського режиму й була відправлена на заслання до Сибіру. Вона втікає на північ до Арктики, де її байдарку проносить над великим водоспадом до Мізори. Вона проводить там п'ятнадцять років, вивчаючи розвиток місцевої культури; наприкінці того часу вона прагне повернутися до чоловіка та дитини й навчати власне суспільство те, чому вона навчилася.
Оскільки це утопічний роман, в ньому присвячується деякий час для опису футуристичних технологій, таким як «відеотелефони». Мізоріанці можуть робити дощ, скидаючи електрику в повітря. Попри те, що у Мізори немає домашніх тварин, жінки їдять хімічно приготоване штучне м'ясо — це інновація, яка тільки розвивається на початку XXI століття.
Лейн грає зі звичаями та конвенціями свого власного суспільства, як зазвичай це роблять утопісти. У «Мізорі» вузька талія вважається «огидною деформацією» — це вступає в суперечність з часом в якому жила Лейн, де жінки, всі покірно мали вузьку талію.

## Впливи
Протиставленням деяких ідей Лейн є книга Шарлотти Перкінс Гілман «Їїзем'я», яка була написана майже через тридцять років опісля «Мізори». Книга Лейн спровокувала появу інших феміністичних утопічних романів, зокрема «Нової Амазонії» (1889) Джорджа Корбетта та «Відкриття паралелі» (1893), написана спільно Еліс Ільгенфріц Джонс та Еллою Мершант. Одночасно деякі чоловіки-утопісти публікували твори, які стосувалися феміністських питань та питань гендерних ролей, наприклад: «Експерименту у шлюбі» Чарльза Белламі (1889) та «Розмови про Еллен» Лінда Бойда Портера (1890).
Мізора також належить до цікавого класу науково-фантастичної літератури про порожнисту Землю.

## Видання
Друге видання «Мізори» з'явилося в 1975 році, і було перевидане в 1999 році виданням University of Nebraska Press. Мало кому відомий є й той факт, що Лейн не хотіла, щоб її чоловік дізнався про те, що його дружина пише про кращий світ без чоловіків.